# Dorothea Rein
Dorothea Rein (* 18. März 1945) ist eine deutsche Verlegerin. Seit 1972 leitet sie den Verlag Neue Kritik.

## Werdegang
1972 trat Dorothea Rein in die Leitung des Verlags Neue Kritik ein. Zuvor studierte sie Slawistik, ohne das Studium abzuschließen. Seit Mitte der 1970er Jahre, als mit Hartmut Dabrowski das letzte Gründungsmitglied den Verlag verlassen hatte, leitet sie den Verlag hauptverantwortlich, unterstützt von ein bis zwei Mitarbeitern.
Dorothea Rein erweiterte das politisch-literarische Programm des Verlags um Übersetzungen osteuropäischer Literatur. Seit Anfang der 1980er Jahre wurden u. a. die Werke der tschechischen Journalistin und Widerstandskämpferin Milena Jesenská, der polnischen Autorin Hanna Krall und des russisch-jüdischen Dichters und Sängers Wladimir Semjonowitsch Wyssozki für den deutschsprachigen Markt erschlossen. Dorothea Rein machte Hanna Krall in Deutschland bekannt und zur erfolgreichsten polnischen Autorin des Verlags. Sie konnte sie für den Verlag gewinnen, indem sie die Autorin zu Hause besuchte und ihr persönlich das Verlagsprogramm präsentierte.
Texte zu jüdischen Themen, zu deutsch-jüdischer Geschichte und Gegenwart, zu Nationalsozialismus und Holocaust stellt die Verlegerin darüber hinaus in den Mittelpunkt des Verlagsprogramms.
Dorothea Rein führte bereits nach der Übernahme der Verlagsleitung einen eigenen Programmbereich für historische und zeitgenössische Texte von Frauen ein: 1977 erschien die erste deutschsprachige Übersetzung von Una Donna, einem autobiografischen Roman der italienischen Schriftstellerin und frühen Feministin Sibilla Aleramo. Es folgten biografische Texte zu Phoolan Devi (Die Legende einer indischen Banditin, 1983) oder der Psychiatriepatientin Adalgisa Conti (Im Irrenhaus, 1992).
Der Verlag präsentiert aber auch bildende Künstlerinnen, zum Beispiel in den Bildbänden über die Schauspielerin, Fotografin und Revolutionärin Tina Modotti, die Bildhauerin Camille Claudel oder die tschechische Künstlerin Toyen. Dorothea Rein machte immer wieder bedeutende Entdeckungen: Der 1980 veröffentlichte Band Frida Kahlo von Raquel Tibol z. B. ist die weltweit erste Monografie über die mexikanische Malerin.
Ab 1995 erscheinen in der Reihe „apropos“ Porträts „außergewöhnlicher Frauen des 20. Jahrhunderts“: darunter so unterschiedliche Frauen wie die Kriegsfotografin Lee Miller, die Künstlerin und Schriftstellerin Leonora Carrington, die Philosophin Edith Stein, die Kommunistin und Publizistin Margarete Buber-Neumann, die Kosmetikunternehmerin Helena Rubinstein oder die Sängerin Yma Sumac.
Schlüsselwerke zur feministischen Theorie und Geschlechterforschung (Gender Studies), wie die Dissertationsschrift Die Liebe der Frauen der Soziologin Margrit Brückner und Nicht Ich von Christina von Braun, sind ebenfalls im Verlag Neue Kritik erschienen.
Dorothea Rein gehört zu den Unterzeichnern des Frankfurter Appells von 2004, der sich gegen die Rechtschreibreform von 1996 richtet.

## Auszeichnung
Für ihre verlegerischen Leistungen erhielten Dorothea Rein und der Verlag Neue Kritik 2003 den Kurt-Wolff-Preis der Kurt Wolff Stiftung.

## Veröffentlichung
- „Biographische Skizze“. In: Milena Jesenská: Alles ist Leben. Feuilletons und Reportagen 1919–1930. Dorothea Rein (Hg.), Verlag Neue Kritik, Frankfurt am Main 2008, S. 247–278, ISBN 978-3-8015-0192-1.